# Mansa Camio
Mansa Camio (* 22. März 1954 in Baro, Guinea) ist ein Musiker aus Guinea und Djembéfola.

## Biografie
Mansa Camio ist der Künstlername. Sein Geburtsname lautet Mamoudou Camara. Er ist in Baro, einem Dorf in der Region G'Beredou, Präfektur Kouroussa, als Sohn eines Schmieds geboren. Schon früh interessierte er sich für die Djembé-Musik seiner Heimat. Nach seinen Lehrjahren in Bamako und Abidjan als Schmied kehrte er zurück in sein Heimatdorf und widmet sich dort der Erhaltung und Weitergabe der dörflichen Tradition. Durch seine Abstammung obliegt ihm die Organisation des jährlich stattfindenden Dalamon oder Fête de la mare. Seit 1994 begibt er sich regelmäßig auf Workshop- und Konzertreisen nach Europa. Sein Lebensmittelpunkt ist jedoch nach wie vor Baro.
Seit 1995 betreibt er in Baro die Trommelschule Anbada Sofoli, in der einheimische und internationale Schüler ausgebildet werden.

## Diskografie
- N'Kokè (Mansa Camio mit europäischen Musikern), Herby's Music 1996
- Mansa Camio et Sofoli international – Tama Diada 2002
- Mansa Camio An Bada Sofoli Malinkè Dunun Music of upper Guinea, Middle Path Media 2006
- Mansa Camio & Tolonba "Baradota", 2008/09

| Personendaten    | Personendaten                      |
| ---------------- | ---------------------------------- |
| NAME             | Camio, Mansa                       |
| ALTERNATIVNAMEN  | Camara, Mamoudou (Geburtsname)     |
| KURZBESCHREIBUNG | guineischer Musiker und Djembéfola |
| GEBURTSDATUM     | 22. März 1954                      |
| GEBURTSORT       | Baro, Guinea                       |